# Way of the Samurai
Way of the Samurai, известная в Японии как Samurai (яп. 侍)  — это приключенческая игра для PlayStation 2, разработанная Acquire и выпущенная в 2002 году.
Действие происходит в Японии XIX века. Игрок берет на себя роль ронина, который забредает в отдаленную деревню и оказывается вовлеченным в конфликт между соперничающими кланами. Примечательной особенностью игры является разветвленный сюжет, который позволяет решениям игроков радикально менять ход истории.
Обновленная версия под названием Samurai Kanzenban (яп. 侍〜完全版〜 "Samurai Complete Edition")  была выпущена в Японии в 2003 году. Она была основана на западных версиях игры и включала в себя отличное от мечей оружие, исправления ошибок, путь для раннего завершения игры и сложный режим. За игрой последовало три продолжения. Way of the Samurai также был выпущен на PlayStation Portable под названием Samurai Dō Portable (яп. 侍道ポータブル Samurai Dō Pōtaburu) 18 сентября 2008 года в Японии, до выхода Way of the Samurai 3.

## Сюжет
История происходит в 1878 году, после падения сёгуната Токугава и начала периода Мэйдзи, во время Сацумского восстания. Самураи, которые когда-то были на вершине японского общества, почти объявлены вне закона. Игра начинается с того, что игрок, играющий за странствующего ронина по имени Кендзи, прибывает на вымышленный аванпост под названием Перевал Роккоцу.
Перевал Роккоцу — малонаселенная деревня с железнодорожным переездом, небольшим рестораном и чугунолитейным заводом. Три отдельные фракции соревнуются за контроль над Перевалом. Во-первых, это новое централизованное правительство, армия которого прочесывает страну, перехватывая власть у местных полевых командиров. Правительственная армия хорошо финансируется и оснащена современным вооружением, включая огнестрельное оружие и пушки, что делает её грозным противником для бывших лордов-самураев.
Во-вторых, это семья Куро, которая ранее господствовала на перевале Роккоцу и продолжает влиять на людей посредством вымогательства и запугивания. Семья во главе с Тэссином Куро сопротивляется попытке правительства взять под контроль перевал, однако самураи не могут конкурировать с современной армией. Пытаясь получить средства, Куро намереваются продать чугунолитейный завод правительству.
Это решение Куро создаёт конфронтацию с кланом Акадама, чей лидер Кичо является незаконнорожденным сыном Тэссина. Акадама хочет изгнать правительственные войска с перевала и планирует саботировать попытку семьи Куро продать литейный завод.

### Ветвления сюжета
События, в которых участвует игрок, во многом зависят от решений, принятых во время игры. Войдя на перевал Роккоцу, игрок сталкивается с группой самураев, пытающихся похитить молодую девушку. У игрока есть выбор: помочь девушке, присоединиться к похитителям или вообще проигнорировать ситуацию. Каждое из этих решений поведет игрока по другому пути, что приведет к совершенно другому взгляду на основные моменты сюжета.
Решения игрока также будут влиять на отношения других персонажей с Кенджи в рамках сюжетной линии. Игрок может присоединиться к семье Куро или к клану Акадама, чтобы защищать невинных жителей деревни, или не принимать чью-либо сторону и наблюдать за событиями как посторонний. Игрок также может решить помочь одной фракции, а затем перейти на сторону другой.
В результате этих разветвленных сюжетных линий игра имеет шесть разных концовок; конкретный финал, полученный игроком, зависит от того, с какой фракцией Кенджи вступил в союз и вступил ли вообще, и от действий, предпринятых в ходе игры.

## Геймплей
Помимо выбора сюжетной линии, игровой процесс в Way of the Samurai в значительной степени сосредоточен на боях. Бои почти полностью ведутся различными самурайскими мечами, доступными в игре. В Way of the Samurai представлено более 40 различных типов мечей, однако изначально доступен только один. Победив врагов, игрок может затем взять меч павшего персонажа. Игрок может носить не более трех мечей одновременно. Один раз за игру игрок может получить один дополнительный меч у кузнеца Додзимы и добавить его в свою коллекцию мечей.

### Бой
У игрока зачастую есть выбор, вступать в бой с конкретным неигровым персонажем или нет, однако, как только бой начнется, игрок может быть вынужден сражаться с несколькими противниками одновременно.
У Кенджи есть базовый набор приемов, доступных для любого оружия, состоящий из обычной атаки, сильной атаки, блока и удара ногой. Существует множество вариаций и комбинаций основных движений, доступных в зависимости от конкретного меча. Побеждая противников или собирая специальные предметы, Кенджи также может разблокировать специальные атаки и комбинации, характерные для каждого оружия. Есть также несколько различных боевых стоек и стилей боя, в зависимости от экипированного меча.
На данный момент это единственная часть серии, которая предлагает режим PvP.

### Улучшение мечей
Каждый из мечей, доступных в игре, имеет несколько характеристик, влияющих на его эффективность в бою. Эти характеристики можно улучшить, используя найденные специальные предметы или посетив персонажа-кузнеца.
- Острота: сила атаки, увеличивает/уменьшает количество урона, наносимого противнику при ударе мечом.
- Гибкость: сила защиты, увеличивает/уменьшает количество урона, наносимого игроку, когда противник наносит удар.
- Прочность: сила меча, увеличивает количество тепла, которое меч может генерировать перед тем, как сломаться (тепло генерируется при ударе или блокировании и отображается с помощью экранного индикатора).
- Жизнь: увеличивает/уменьшает общее количество очков здоровья игроков.

## Рейтинги
| Сводный рейтинг    | Сводный рейтинг |
| Агрегатор          | Оценка          |
| ------------------ | --------------- |
| GameRankings       | 73,58 %         |
| Metacritic         | 74/100          |
| Иноязычные издания |                 |
| Издание            | Оценка          |
| Edge               | 6/10            |
| EGM                | 7/10            |
| Eurogamer          | 7/10            |
| Famitsu            | 31/40           |
| Game Informer      | 7,5/10          |
| GamePro            | [ 9 ]           |
| GameSpot           | 7,1/10          |
| GameSpy            | 82 %            |
| GameZone           | 8,5/10          |
| IGN                | 7,8/10          |
| OPM                | [ 14 ]          |

Согласно сайту-агрегатору обзоров Metacritic, игра получила отзывы выше среднего. В Японии Famitsu поставила ему 31 балл из 40.